# العلاقات الكويتية الدومينيكية
العلاقات الكويتية الدومينيكية هي العلاقات الثنائية التي تجمع بين الكويت ودومينيكا.

## مقارنة بين البلدين
هذه مقارنة عامة ومرجعية للدولتين:
| وجه المقارنة                                              | الكويت        | دومينيكا              |
| --------------------------------------------------------- | ------------- | --------------------- |
| المساحة (كم2)                                             | 17.82 ألف     | 751                   |
| عدد السكان (نسمة)                                         | 4.14 مليون    | 73.92 ألف             |
| الكثافة السكانية (ن./كم²)                                 | 232.32        | 9.84 ألف              |
| العاصمة                                                   | مدينة الكويت  | روسو                  |
| اللغة الرسمية                                             | اللغة العربية | لغة إنجليزية          |
| العملة                                                    | دينار كويتي   | دولار شرق الكاريبي    |
| الناتج المحلي الإجمالي (بليون دولار)                      | 120.13 مليار  | 562.54 مليون          |
| الناتج المحلي الإجمالي (تعادل القوة الشرائية) بليون دولار | 290.53 مليار  | 789.63 مليون          |
| الناتج المحلي الإجمالي الاسمي للفرد دولار أمريكي          | 29.30 ألف     | 7.12 ألف              |
| الناتج المحلي الإجمالي للفرد دولار أمريكي                 | 73.25 ألف     | 10.88 ألف             |
| مؤشر التنمية البشرية                                      | 0.816         | 0.724                 |
| رمز المكالمات الدولي                                      | +965          | +1767                 |
| رمز الإنترنت                                              | .kw           | .dm                   |
| المنطقة الزمنية                                           | ت ع م+03:00   | 00، توقيت أطلنطي موحد |

## منظمات دولية مشتركة
يشترك البلدان في عضوية مجموعة من المنظمات الدولية، منها:
| علم المنظمة | اسم المنظمة                        | تاريخ انضمام الكويت | تاريخ انضمام دومينيكا |
| ----------- | ---------------------------------- | ------------------- | --------------------- |
|             | الاتحاد البريدي العالمي            | ?                   | ?                     |
|             | يونسكو                             | 18 نوفمبر 1960      | 9 يناير 1979          |
|             | البنك الدولي للإنشاء والتعمير      | 13 سبتمبر 1962      | 29 سبتمبر 1980        |
|             | منظمة التجارة العالمية             | ?                   | ?                     |
|             | وكالة ضمان الاستثمار متعدد الأطراف | 12 أبريل 1988       | 7 أكتوبر 1991         |
|             | الاتحاد الدولي للاتصالات           | 14 أغسطس 1959       | 28 أكتوبر 1996        |
|             | منظمة الشرطة الجنائية الدولية      | ?                   | ?                     |
|             | مؤسسة التمويل الدولية              | 13 سبتمبر 1962      | 29 سبتمبر 1980        |
|             | الأمم المتحدة                      | 14 مايو 1963        | 18 ديسمبر 1978        |
|             | مؤسسة التنمية الدولية              | 13 سبتمبر 1962      | 29 سبتمبر 1980        |
|             | منظمة حظر الأسلحة الكيميائية       | ?                   | ?                     |

## وصلات خارجية
- موقع وزارة الخارجية الكويتية